# Асатрян Гегам Магносович
Гегам Магносович Асатря́н (вірм. Գեղամ Մագնոսի Ասատրյան; 27 листопада 1920 рік, Єреван — 16 грудня 1995, там же) — вірменський і радянський живописець, художник театру і кіно. Заслужений художник Вірменської РСР (1967).

## Біографія
Народився 27 листопада 1920 року в Єревані.
У 1939 році з відзнакою закінчив Ереванское художньо-промислове училище.
Брав участь у Другій світовій війні, нагороджений медалями та орденом.
З 1946 по 1951 роки навчався в Єреванському художньо-театральному інституті. Після закінчення залишився в інституті на педагогічну роботу, працював до 1959 року. Вчителями Гегама Асатряна були вірменські майстри: Габріель Гюрджян, Мартірос Сар'ян, Ваграм Гайфеджян, Степан Агаджанян, Седрак Аракелян.
З 1951 року брав участь у різних виставках, оформив понад 200 спектаклів і фільмів.
З 1953 року член Спілки художників СРСР.
У 1967 році йому присвоєно звання заслуженого художника Вірменії.
Будучи людиною надмірно вимогливою до себе, він ніколи не наважувався представляти свої живописні роботи. Після смерті художника вперше були організовані персональні виставки його робіт у Центральному будинку художника Вірменії в 1996, 2004, 2011 рр.
Роботи художника зберігаються у фондах театрального товариства Республіки Вірменія, художньому фонді міністерства культури Республіки Вірменія, а також у приватних зібраннях.

## Творчість

### Картини
- «Жовте поле»
- «Весна в Арабкірі»
- «Озеро Севан»
- «Арарат»
- «Танець гір»
- «Висота»
- «Наші гори»
- «Пастух»
- «Старий Єреван»
- «Квіти у блакитний вазі»
- «Старий з хворим оком»
- «Дорога в Рндамал»
- «Осінній вечір»

### Постановки
- «Скеля» В. Папазяна, реж. А. Кочарян, 1952 р.
- «Ведмідь» А. Чехова, реж. В. Ачем'ян, 1952 р.
- «Іван Рибаков» Гусєва, реж. Субінін, 1954 р.
- «Заради честі» Ширванзаде, реж. А. Гулакян, 1956 р.
- «Зустріч у поїзді», реж. Л. Калантар, 1957 р.
- «Звичайний лист», реж. К. Арзуманян, 1959 р.
- «Невидимий Дімка» Носова, реж. О. Мелік-Вртанесян, 1960 р.
- «Джерело Егнар» М. Армена, реж. М. Мариносян, 1962 р.
- За мотивами О. Генрі, реж. Х. Хахвердян, 1962 р.
- «Біля криниці» С. Зор'ян, реж. Ж. Аветисян (телефільм), 1970 р.
- «Підлесник» А. Пароняна, 1984 р.
- «Цар Мампре» М. Галшояна, 1986 р.

## Альбоми
Альбом, присвячений 90-річчю Гегама Асатряна; Єреван, 2010 р.